# 連山関駅
連山関駅（れんさんかんえき）は中華人民共和国遼寧省本渓市本渓満族自治県にある、中国鉄路総公司（CR）瀋丹線の駅。1907年に開業。瀋陽駅から128km、丹東駅から142kmの位置にある。瀋陽鉄道局所属の四等駅に設定されている。

## 駅周辺
- 連山関派出所
- 中国網通連山関支局
- 連山関郵政支局
- 連山関鎮総合基層工会
- 連山関鎮栄華五金電料商店
- 百楽園KTV

## 隣の駅
中国国鉄
瀋丹線
下馬塘駅 - 連山関駅 - 祁家堡駅